# Bourg (Alt Marne)
Bourg és un municipi francès situat al departament de l'Alt Marne i a la regió del Gran Est. L'any 2007 tenia 149 habitants.

## Demografia

### Població
El 2007 la població de fet de Bourg era de 149 persones. Hi havia 60 famílies de les quals 16 eren unipersonals (12 homes vivint sols i 4 dones vivint soles), 24 parelles sense fills i 20 parelles amb fills.
La població ha evolucionat segons el següent gràfic:
Habitants censats

### Habitatges
El 2007 hi havia 77 habitatges, 63 eren l'habitatge principal de la família, 9 eren segones residències i 5 estaven desocupats. Tots els 77 habitatges eren cases. Dels 63 habitatges principals, 60 estaven ocupats pels seus propietaris i 3 estaven llogats i ocupats pels llogaters; 1 tenia dues cambres, 6 en tenien tres, 10 en tenien quatre i 46 en tenien cinc o més. 55 habitatges disposaven pel capbaix d'una plaça de pàrquing. A 20 habitatges hi havia un automòbil i a 39 n'hi havia dos o més.

### Piràmide de població
La piràmide de població per edats i sexe el 2009 era:
| Homes | Edats   | Dones |
| ----- | ------- | ----- |
| 0     | 95 o +  | 0     |
| 0     | 90 a 94 | 0     |
| 0     | 85 a 89 | 0     |
| 0     | 80 a 84 | 0     |
| 0     | 75 a 79 | 0     |
| 8     | 70 a 74 | 8     |
| 0     | 65 a 69 | 4     |
| 8     | 60 a 64 | 4     |
| 0     | 55 a 59 | 0     |
| 8     | 50 a 54 | 12    |
| 12    | 45 a 49 | 8     |
| 4     | 40 a 44 | 12    |
| 4     | 35 a 39 | 4     |
| 0     | 30 a 34 | 0     |
| 4     | 25 a 29 | 0     |
| 0     | 20 a 24 | 4     |
| 8     | 15 a 19 | 4     |
| 4     | 10 a 14 | 4     |
| 4     | 5 a 9   | 0     |
| 0     | 0 a 4   | 4     |

## Economia
El 2007 la població en edat de treballar era de 98 persones, 77 eren actives i 21 eren inactives. De les 77 persones actives 74 estaven ocupades (38 homes i 36 dones) i 3 estaven aturades (1 home i 2 dones). De les 21 persones inactives 11 estaven jubilades, 8 estaven estudiant i 2 estaven classificades com a «altres inactius».

### Ingressos
El 2009 a Bourg hi havia 63 unitats fiscals que integraven 153 persones, la mediana anual d'ingressos fiscals per persona era de 19.469 €.

### Activitats econòmiques
Dels 2 establiments que hi havia el 2007, 1 era d'una empresa de comerç i reparació d'automòbils i 1 d'una empresa d'hostatgeria i restauració.
L'únic servei als particulars que hi havia el 2009 era un taller de reparació d'automòbils i de material agrícola.
L'any 2000 a Bourg hi havia 5 explotacions agrícoles.

## Poblacions més properes
El següent diagrama mostra les poblacions més properes.